# Шлайер, Петер Антон
Петер Антон Шлайер (Peter Anton Schleyer, 17 марта 1810, Бадене — 25 февраля 1862, Эттенхейм) — немецкий католический богослов и религиозный писатель.

## Биография
В 1828—1832 годах учился во Фрейбурге, затем три года учился в Бонне и Тюбингене на стипендию баденского правительства. В 1835 году вернулся на родину, где стал преподавать в семинарии и 27 августа 1836 года был рукоположён в сан священника. С октября 1836 года был адъюнкт-профессором экзегетики и библейско-восточных языков во Фрейбурге, с 1839 года — полным профессором; в 1845 году получил кафедру церковной истории.
Много значительных работ было напечатано им в «Freiburger Zeitschrift für katholische Theologie». Отдельным изданием вышли «Ueber die neutestamentische Lehre von der Unauflüslichkeit der Ehe» (1844); «Hirscher und seine Ankläger» (1844); «Der Puseyismus nach seinem Ursprunge und als Lehrsystem dargestellt» (1845). Он напечатал также ряд статей в защиту Гиршера в «Schweizerische Kirchenzeitung» и «Sion». 23 марта 1854 года Шлейер после почти двухлетнего конфликта с руководством университета и несколько отстранений от преподавания вынужден был оставить университет, после чего напечатал книгу «Die Universität Freiburg. Actenmässige Darstellung meiner Enfenung vom theologischen Lehramte…», в которой старался доказать, что его увольнение было вызвано его строго католическим направлением и его стараниями придать университету католический характер.